# Весна на Одере
«Весна на Одере» — советский художественный фильм 1967 года режиссёра Леона Саакова, военная драма по мотивам одноимённого романа Эммануила Казакевича.

## Сюжет
Действие разворачивается в последние месяцы Великой Отечественной войны в Германии.
Майор Лубенцов встречает военврача Таню Кольцову, с которой когда-то, в 1941 году, они вместе выбирались из окружения. После этого их пути разошлись. А в апреле 1945-го, во время форсирования Одера, они снова оказываются вместе…
Фильм снимался в Калининградской области (часть бывшей Восточной Пруссии (Ostpreußen), посёлке Отрадное (Karmitten).

## В ролях
- Анатолий Кузнецов — майор Сергей Лубенцов
- Анатолий Грачёв — капитан Чохов
- Людмила Чурсина — Таня Кольцова
- Георгий Жжёнов — Петрович
- Юрий Соломин — капитан Александр Мещерский, поэт
- Пётр Щербаков — генерал Сизокрылов
- Владислав Стржельчик — полковник Семен Красиков
- Александр Смирнов — генерал ставки
- Виктор Отиско — Сливенко, командир отделения, старший сержант, парторг
- Никита Астахов — Овца
- Валентина Владимирова — медсестра
- Лариса Виккел — медсестра
- Дмитрий Масанов — маршал Жуков
- Геннадий Юдин — Середа
- Генрикас Кураускас — Плотников
- Ираклий Хизанишвили,  Владимир Протасенко, Виктор Комиссаров — бойцы из роты Чохова
- Леонид Каневский — разведчик Оганесян
- Геннадий Бойцов, Валериан Виноградов, Анатолий Кучеренко, Юрий Соснин — разведчики
- Николай Погодин — Егор, шофёр
- Всеволод Кузнецов — Мартин Борман
- Леонас Цюнис — Геббельс
- Пауль Берндт — Артур Аксман
- Вячеслав Гостинский — Фегеляйн
- Бруно Оя — Гюнше
- Мартин Хелльберг — командир дивизии
- Иван Екатериничев — солдат (нет в титрах)

## Съёмочная группа
- Автор сценария: Николай Фигуровский, Леон Сааков
- Режиссёр: Леон Сааков, В. Досталь
- Оператор: Валерий Владимиров, В. Фридкин
- Композитор: Эдуард Колмановский
- Художник: Петр Пашкевич
- Звук: Арнольд Шаргородский
- Дирижёр: Юрий Силантьев
- Текст песен: Константин Ваншенкин
- Редактор: А. Пудалов
- Художники-гримёры: В. Фетисов, В. Желманов
- Художник по костюмам: В. Кисилёва
- Монтаж: Р. Новикова
- Комбинированные съёмки
  - Оператор: Григорий Айзенберг
  - Художники: Юрий Чекмарёв, Эдуард Маликов
- Консультанты: генерал-полковник С.Штеменко, Х. Браун
- Директора́: Н. Иванов, В. Фридман

## Технические данные
- Широкий экран
- Чёрно-белый
- 2799 метров
- 102 минуты

## Продолжение
Через два года по продолжению романа Э. Казакевича «Весна на Одере» роману «Дом на площади» был снят телефильм «Комендант Лаутербурга», в котором роль Лубенцова, уже подполковника и команданта провинциального немецкого городка, сыграл Николай Волков.